# 细辛叶报春
细辛叶报春（学名：Primula asarifolia）为报春花科报春花属下的一个种。

## 扩展阅读
- 維基物種上的相關：细辛叶报春